# Nonette, Puy-de-Dôme

Nonette este o comună în departamentul Puy-de-Dôme, Franța. În 1 ianuarie 2018 avea o populație de 362 de locuitori.